# Saint-Martial-le-Vieux
Pour les articles homonymes, voir Saint-Martial.
Saint-Martial-le-Vieux est une commune française située dans le département de la Creuse, en région Nouvelle-Aquitaine.

## Géographie

### Généralités
Dans le quart sud-est du département de la Creuse, dans le parc naturel régional de Millevaches en Limousin, la commune de Saint-Martial-le-Vieux s'étend sur 22,22 km2. Elle est arrosée par la Sarsonne, le ruisseau des Levades et le ruisseau de Châteauvert, qui y prennent leur source.
L'altitude minimale, 723 mètres, se trouve localisée à l'extrême sud-ouest, là où le ruisseau de Châteauvert quitte la commune et entre sur celle de Saint-Rémy. L'altitude maximale avec 935 mètres est située au nord-est, en forêt de Châteauvert.
À l'écart des routes principales, le village de Saint-Martial-le-Vieux — avec son église — se trouve à 3,5 km au sud-ouest de la mairie, implantée au village de Sarsoux qui, en distances orthodromiques, est situé à seize kilomètres au nord d'Ussel.
La commune est desservie par les RD 8 et 982.

### Communes limitrophes
Saint-Martial-le-Vieux est limitrophe de cinq autres communes, dont trois dans le département de la Corrèze.
| La Courtine          | Saint-Oradoux-de-Chirouze | Lamazière-Haute (Corrèze)     |
|                      | Saint-Martial-le-Vieux    |                               |
| Saint-Rémy (Corrèze) |                           | Couffy-sur-Sarsonne (Corrèze) |

### Climat
Pour des articles plus généraux, voir Climat de la Nouvelle-Aquitaine et Climat de la Creuse.
Historiquement, la commune est exposée à un climat montagnard.  
En 2020, Météo-France publie une typologie des climats de la France métropolitaine dans laquelle la commune est exposée à un climat de montagne et est dans la région climatique  Ouest et nord-ouest du Massif Central, caractérisée par une pluviométrie annuelle de 900 à 1 500 mm, maximale en automne et en hiver.
Pour la période 1971-2000, la température annuelle moyenne est de 8,8 °C, avec  une amplitude thermique annuelle de 14,7 °C. Le cumul annuel moyen de précipitations est de 1 135 mm, avec 13,1 jours de précipitations en janvier et 8,4 jours en juillet. Pour la période 1991-2020, la température moyenne annuelle observée sur la station météorologique la plus proche, située sur la commune de La Courtine à 4 km à vol d'oiseau, est de 9,3 °C et le cumul annuel moyen de précipitations est de 1 092,6 mm,. Pour l'avenir, les paramètres climatiques de la commune estimés pour 2050 selon différents scénarios d’émission de gaz à effet de serre sont consultables sur un site dédié publié par Météo-France en novembre 2022.

## Urbanisme

### Typologie
Au 1er janvier 2024, Saint-Martial-le-Vieux est catégorisée commune rurale à habitat très dispersé, selon la nouvelle grille communale de densité à 7 niveaux définie par l'Insee en 2022.
Elle est située hors unité urbaine et hors attraction des villes,.

### Occupation des sols
L'occupation des sols de la commune, telle qu'elle ressort de la base de données européenne d’occupation biophysique des sols Corine Land Cover (CLC), est marquée par l'importance des forêts et milieux semi-naturels (62,3 % en 2018), en diminution par rapport à 1990 (68,2 %). La répartition détaillée en 2018 est la suivante : 
forêts (61,1 %), prairies (25,4 %), zones agricoles hétérogènes (12,3 %), milieux à végétation arbustive et/ou herbacée (1,1 %). L'évolution de l’occupation des sols de la commune et de ses infrastructures peut être observée sur les différentes représentations cartographiques du territoire : la carte de Cassini (XVIIIe siècle), la carte d'état-major (1820-1866) et les cartes ou photos aériennes de l'IGN pour la période actuelle (1950 à aujourd'hui).

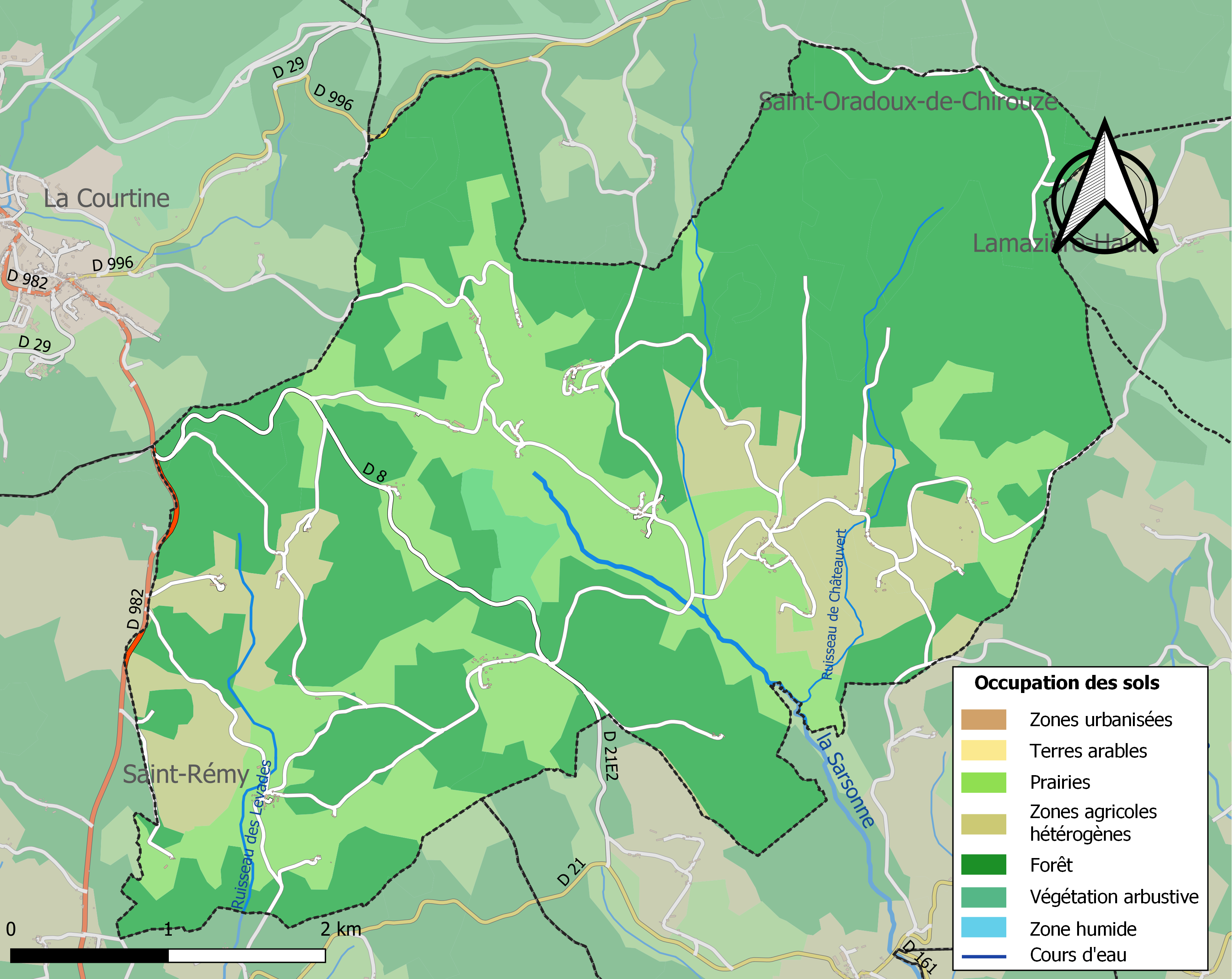
Carte des infrastructures et de l'occupation des sols de la commune en 2018 (CLC).

### Risques majeurs
Le territoire de la commune de Saint-Martial-le-Vieux est vulnérable à différents aléas naturels : météorologiques (tempête, orage, neige, grand froid, canicule ou sécheresse) et séisme (sismicité très faible). Il est également exposé à un risque particulier : le risque de radon. Un site publié par le BRGM permet d'évaluer simplement et rapidement les risques d'un bien localisé soit par son adresse soit par le numéro de sa parcelle.

#### Risques naturels

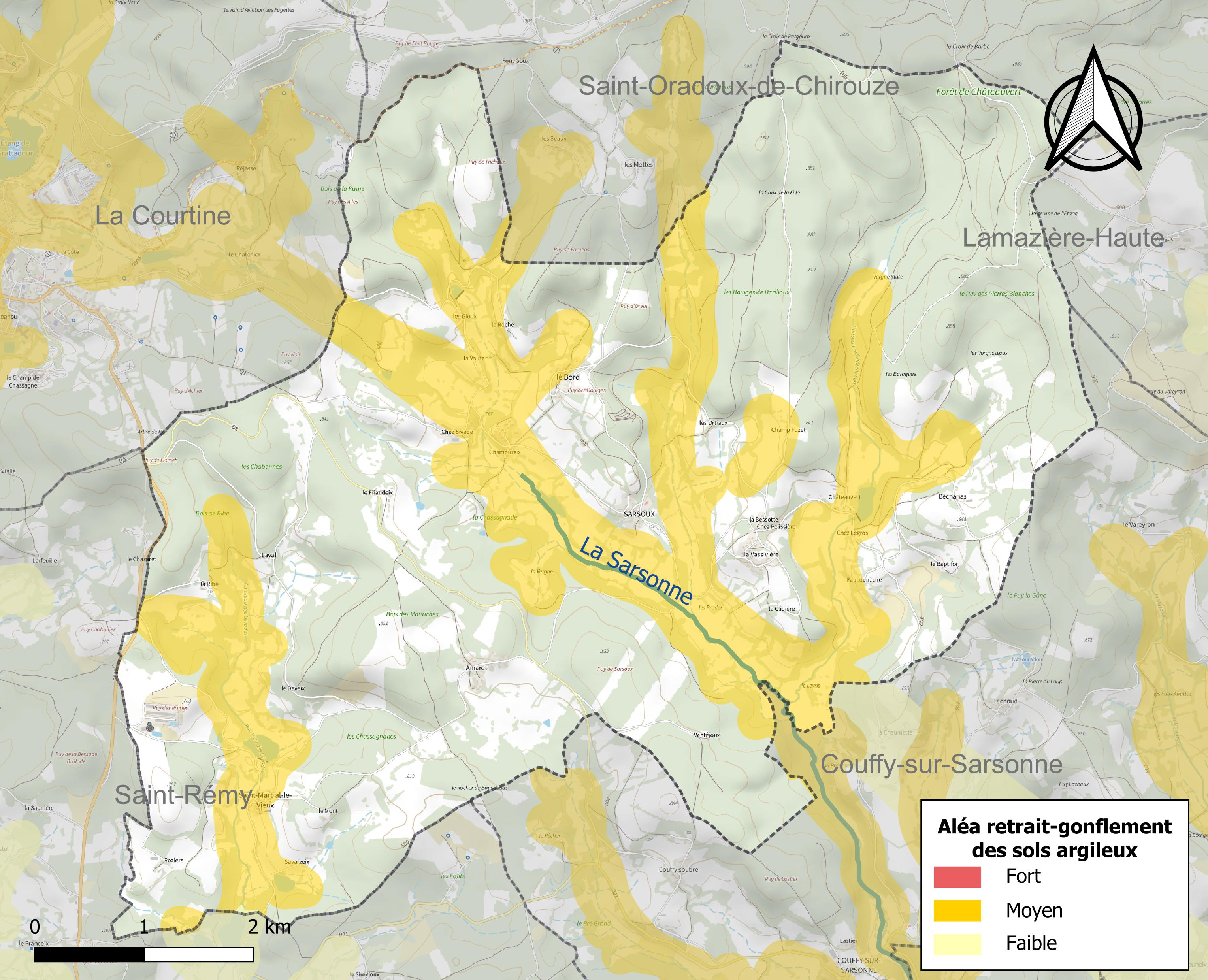
Carte des zones d'aléa retrait-gonflement des sols argileux de Saint-Martial-le-Vieux.

Le retrait-gonflement des sols argileux est susceptible d'engendrer des dommages importants aux bâtiments en cas d’alternance de périodes de sécheresse et de pluie. 28,2 % de la superficie communale est en aléa moyen ou fort (33,6 % au niveau départemental et 48,5 % au niveau national). Sur les 105 bâtiments dénombrés sur la commune en 2019, 39 sont en aléa moyen ou fort, soit 37 %, à comparer aux 25 % au niveau départemental et 54 % au niveau national. Une cartographie de l'exposition du territoire national au retrait gonflement des sols argileux est disponible sur le site du BRGM,.
Par ailleurs, afin de mieux appréhender le risque d’affaissement de terrain, l'inventaire national des cavités souterraines permet de localiser celles situées sur la commune.
La commune a été reconnue en état de catastrophe naturelle au titre des dommages causés par les inondations et coulées de boue survenues en 1982 et 1999. Concernant les mouvements de terrains, la commune a été reconnue en état de catastrophe naturelle au titre des dommages causés par des mouvements de terrain en 1999.

#### Risque particulier
Dans plusieurs parties du territoire national, le radon, accumulé dans certains logements ou autres locaux, peut constituer une source significative d’exposition de la population aux rayonnements ionisants. Certaines communes du département sont concernées par le risque radon à un niveau plus ou moins élevé. Selon la classification de 2018, la commune de Saint-Martial-le-Vieux est classée en zone 3, à savoir zone à potentiel radon significatif.

## Politique et administration
| Période                                  | Période  | Identité       | Étiquette | Qualité                          |
| ---------------------------------------- | -------- | -------------- | --------- | -------------------------------- |
| Les données manquantes sont à compléter. |          |                |           |                                  |
|                                          |          |                |           |                                  |
| mars 2001                                | 2014     | Jean Montei    |           |                                  |
| mars 2014                                | mai 2020 | Jean Robineaux | SE        | Retraité de la Fonction publique |
| mai 2020                                 | En cours | Alain Sivade   |           |                                  |

## Démographie
L'évolution du nombre d'habitants est connue à travers les recensements de la population effectués dans la commune depuis 1793. Pour les communes de moins de 10 000 habitants, une enquête de recensement portant sur toute la population est réalisée tous les cinq ans, les populations de référence des années intermédiaires étant quant à elles estimées par interpolation ou extrapolation. Pour la commune, le premier recensement exhaustif entrant dans le cadre du nouveau dispositif a été réalisé en 2006.

En 2022, la commune comptait 151 habitants, en évolution de +12,69 % par rapport à 2016 (Creuse : −3,32 %, France hors Mayotte : +2,11 %).
| 1793 | 1800 | 1806 | 1821 | 1831 | 1836 | 1841 | 1846 | 1851 |
| ---- | ---- | ---- | ---- | ---- | ---- | ---- | ---- | ---- |
| 680  | 497  | 501  | 606  | 709  | 810  | 861  | 813  | 750  |

| 1856 | 1861 | 1866 | 1872 | 1876 | 1881 | 1886 | 1891 | 1896 |
| ---- | ---- | ---- | ---- | ---- | ---- | ---- | ---- | ---- |
| 802  | 716  | 683  | 680  | 649  | 720  | 722  | 734  | 604  |

| 1901 | 1906 | 1911 | 1921 | 1926 | 1931 | 1936 | 1946 | 1954 |
| ---- | ---- | ---- | ---- | ---- | ---- | ---- | ---- | ---- |
| 612  | 606  | 588  | 508  | 510  | 451  | 400  | 256  | 220  |

| 1962 | 1968 | 1975 | 1982 | 1990 | 1999 | 2006 | 2011 | 2016 |
| ---- | ---- | ---- | ---- | ---- | ---- | ---- | ---- | ---- |
| 170  | 137  | 116  | 95   | 103  | 109  | 123  | 129  | 134  |

| 2021 | 2022 | - | - | - | - | - | - | - |
| ---- | ---- | - | - | - | - | - | - | - |
| 147  | 151  | - | - | - | - | - | - | - |

## Culture locale et patrimoine

### Lieux et monuments
- L'église Saint-Martial datant du XIIe siècle a été modifiée aux XIVe et XVe siècles ; elle est inscrite au titre des monuments historiques en 1971[22].
- La croix de cimetière de Sarsoux, du XVe ou XVIe siècle, est inscrite au titre des monuments historiques en 1963[23].
- Vestiges du château de Châteauvert[24].

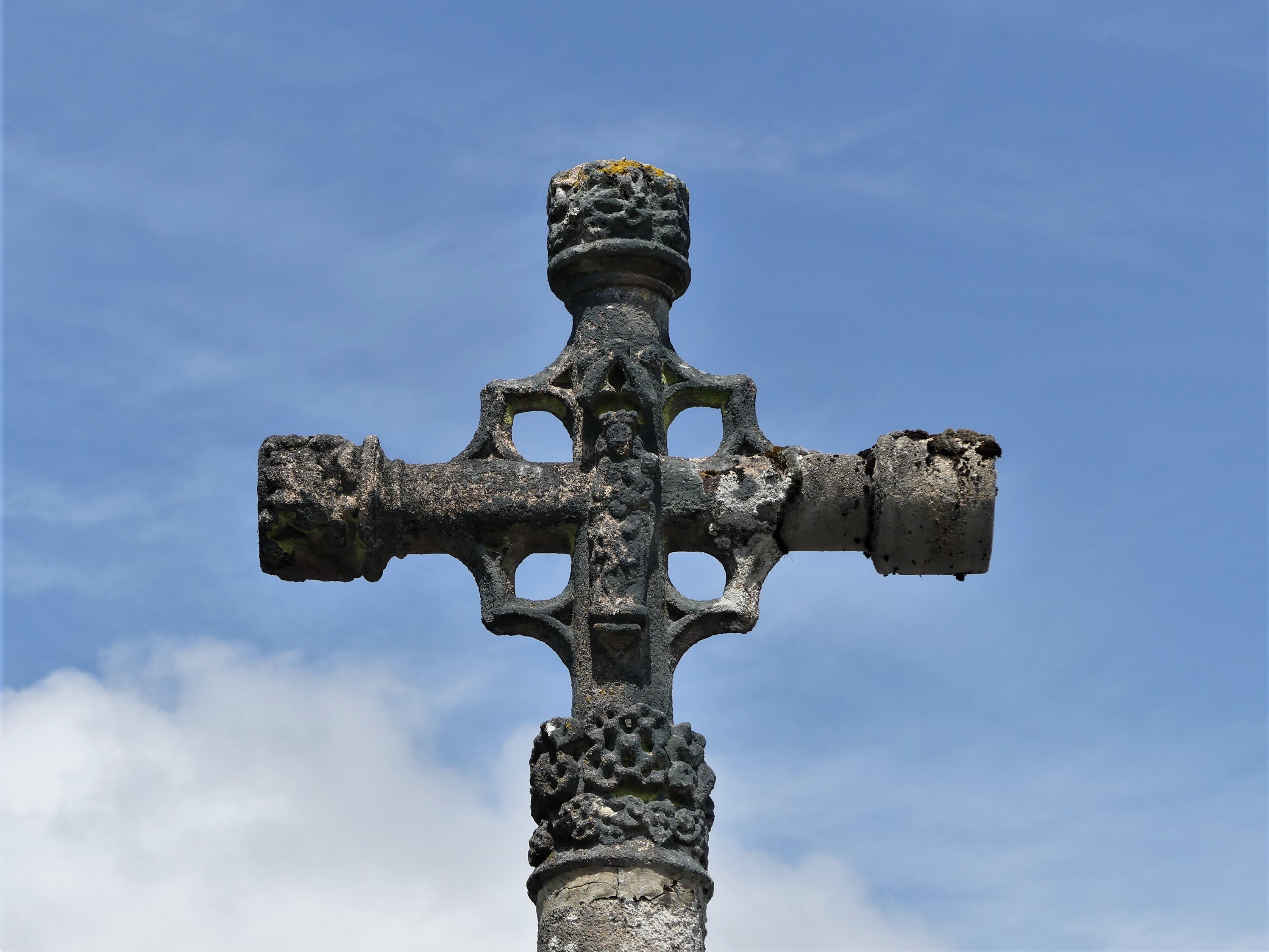
La croix du cimetière de Sarsoux.
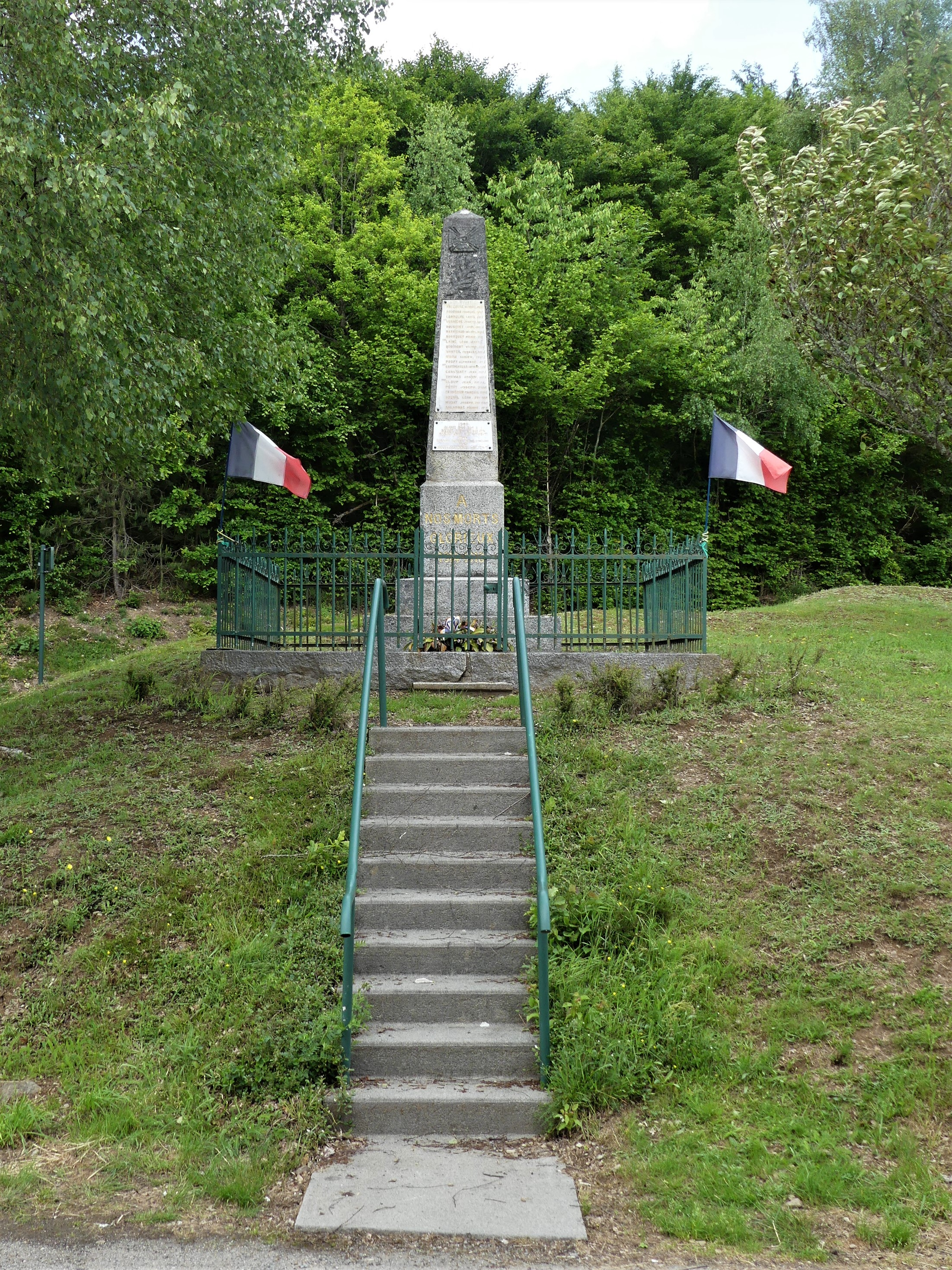
Le monument aux morts.
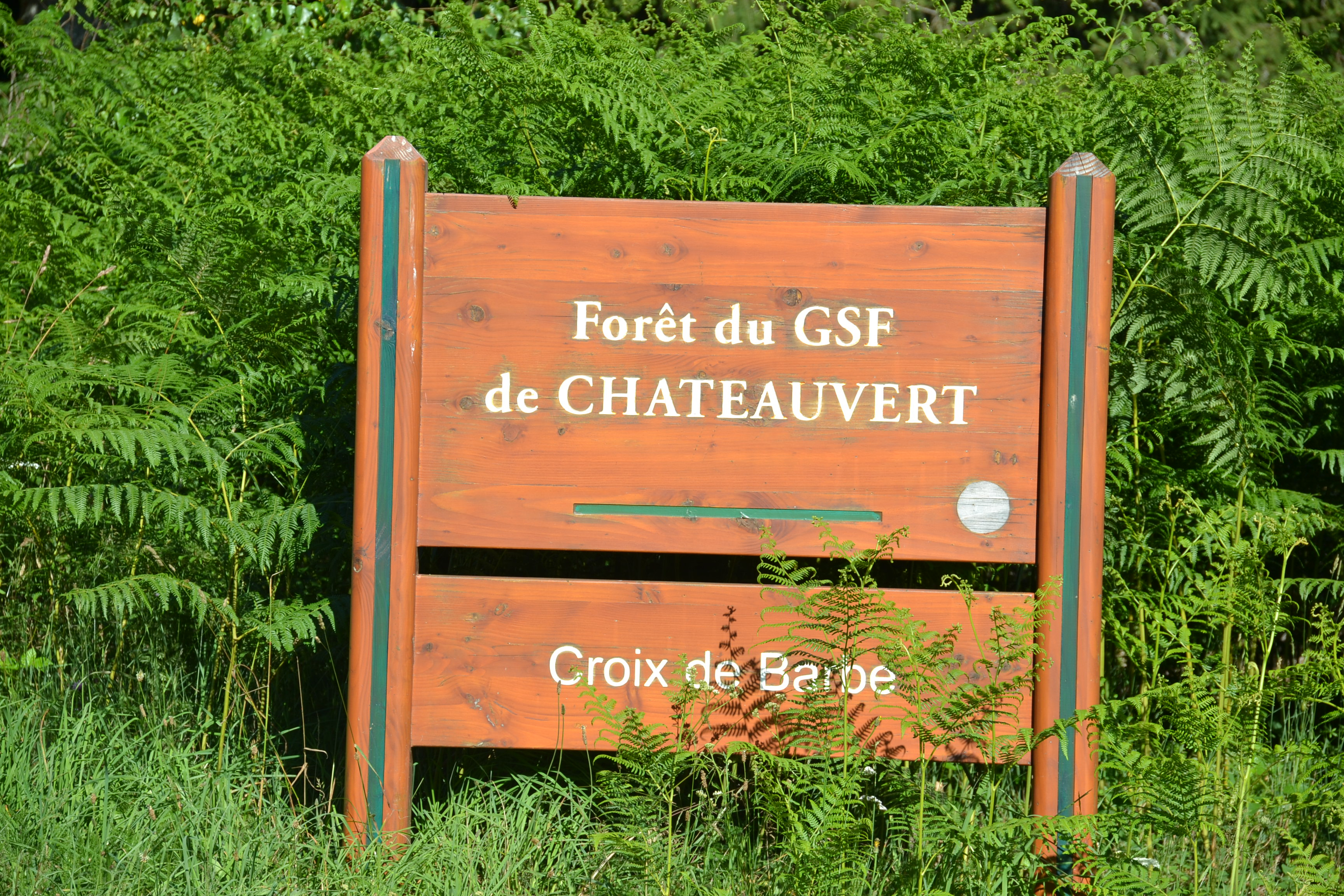
Panneau de la forêt de Châteauvert.

### Héraldique
| Blason de Saint-Martial-le-Vieux | Blason  | Fascé d'or et de gueules, au franc-quartier d'azur à un miroir d'argent ; à la bordure d'argent chargée de trois tourteaux de gueules chacun surchargé d'une croix de Malte d'argent. |
| Blason de Saint-Martial-le-Vieux | Détails | Utilisé par la commune. |